# Ʃ
Esz (Ʃ, ʃ) jest literą alfabetu łacińskiego. Majuskuła esz przypomina literę grecką sigma (Σ σ ς), natomiast minuskuła przypomina literę "długie s" (ſ) i symbol całki (∫).

## Użycie w alfabecie łacińskim
W zmodyfikowanym alfabecie łacińskim litera esz pochodząca od sigmy zaczęła się pojawiać w sugerowanym przez Jana Kochanowskiego zapisie, dla języka średniopolskiego do oznaczenia dźwięku ś od wieku XVI do XVIII.
Następnie została wprowadzona przez Isaaca Pitmana w roku 1847 do jego alfabetu fonetycznego do oznaczania spółgłoski szczelinowej zadziąsłowej bezdźwięcznej.
Obecnie jest używana w IPA oraz w alfabetach kilku języków afrykańskich. Oznacza w IPA spółgłoskę szczelinową dziąsłowo-podniebienną bezdźwięczną [ɕ].

## Kodowanie
| Znak                   | Ʃ                        | Ʃ                        | ʃ                      | ʃ                      |
| ---------------------- | ------------------------ | ------------------------ | ---------------------- | ---------------------- |
| Nazwa w Unikodzie      | Latin capital letter esh | Latin capital letter esh | Latin small letter esh | Latin small letter esh |
| Kodowanie              | dziesiątkowo             | szesnastkowo             | dziesiątkowo           | szesnastkowo           |
| Unicode                | 425                      | U+01A9                   | 643                    | U+0283                 |
| UTF-8                  | 198 169                  | c6 a9                    | 202 131                | ca 83                  |
| Odwołania znakowe SGML | &#425;                   | &#x01A9;                 | &#643;                 | &#x0283;               |